# Crosby-Nash Live
Pour les articles homonymes, voir Liste des albums intitulés Live.
Albums de Crosby & Nash
Whistling Down the Wire
(1976) The Best of Crosby & Nash
(1978)
Crosby-Nash Live est le premier album live du duo composé de David Crosby et Graham Nash, sorti en 1977. 

## Titres

### Face 1
1. Immigration Man (Nash) – 3:40
2. Lee Shore (Crosby) – 5:17
3. I Used to Be a King (Nash) – 4:46
4. Page 43 (Crosby) – 3:44
5. Fieldworker (Nash) – 3:26

### Face 2
1. Simple Man (Nash) – 2:58
2. Foolish Man (Crosby) – 4:41
3. Mama Lion (Nash) – 3:28
4. Déjà Vu (Crosby) – 9:49

### Réédition CD
La réédition CD de Live parue chez MCA en 2000 contient deux titres supplémentaires.
1. Immigration Man (Nash) – 3:40
2. Lee Shore (Crosby) – 5:17
3. I Used to Be a King (Nash) – 4:46
4. King of the Mountain (Crosby) – 6:33
5. Page 43 (Crosby) – 3:44
6. Fieldworker (Nash) – 3:26
7. Simple Man (Nash) – 2:58
8. Foolish Man (Crosby) – 4:41
9. Bittersweet (Crosby) – 3:14
10. Mama Lion (Nash) – 3:28
11. Déjà Vu (Crosby) – 9:49

## Musiciens
- David Crosby : chant, guitare
- Graham Nash : chant, guitare, piano
- David Lindley : bottleneck, violon
- Danny Kortchmar : guitare solo
- Tim Drummond : basse
- Craig Doerge : piano, synthétiseur, mélodica
- Russ Kunkel : batterie